# Wolfredo Wildpret de la Torre
Wolfredo Wildpret de la Torre (Santa Cruz de Tenerife, 16 de septiembre de 1933) es un científico español, concretamente botánico, célebre por su faceta como naturalista, conservacionista, divulgador y promotor del interés por la micología entre el grueso de la población canaria, así como por catalogar numerosas especies endémicas de Canarias.

## Biografía y trayectoria académica
Wolfredo Wildpret de la Torre nació el 16 de septiembre de 1933 en Santa Cruz de Tenerife. Es hijo del catedrático de alemán de la desaparecida Escuela Superior de Comercio de Santa Cruz de Tenerife, Luis Wildpret Álvarez y de Sofía de la Torre Champseaur. Su afición por la naturaleza empezó en la adolescencia cuando con 16 años ejercía de ayudante de Eric Ragnor Sventenius en el Jardín Botánico de La Orotava. En este jardín su  bisabuelo, Hermann Wildpret, había sido el botánico mayor.
En 1958 se licenció en Farmacia por la Universidad Complutense de Madrid. En 1960 volvió a Tenerife y participó en la creación de la sección de Ciencias Biológicas de la Facultad de Ciencias de la Universidad de La Laguna. Durante su carrera docente ha impartido asignaturas como Botánica y Geobotánica y fue fundador de la asignatura Flora y Vegetación Canaria. Fue profesor de la Universidad de La Laguna durante 36 años: catedrático de Botánica hasta su jubilación en 2003, fue nombrado desde ese año profesor emérito de esta Universidad.

## Compromiso social y con la naturaleza

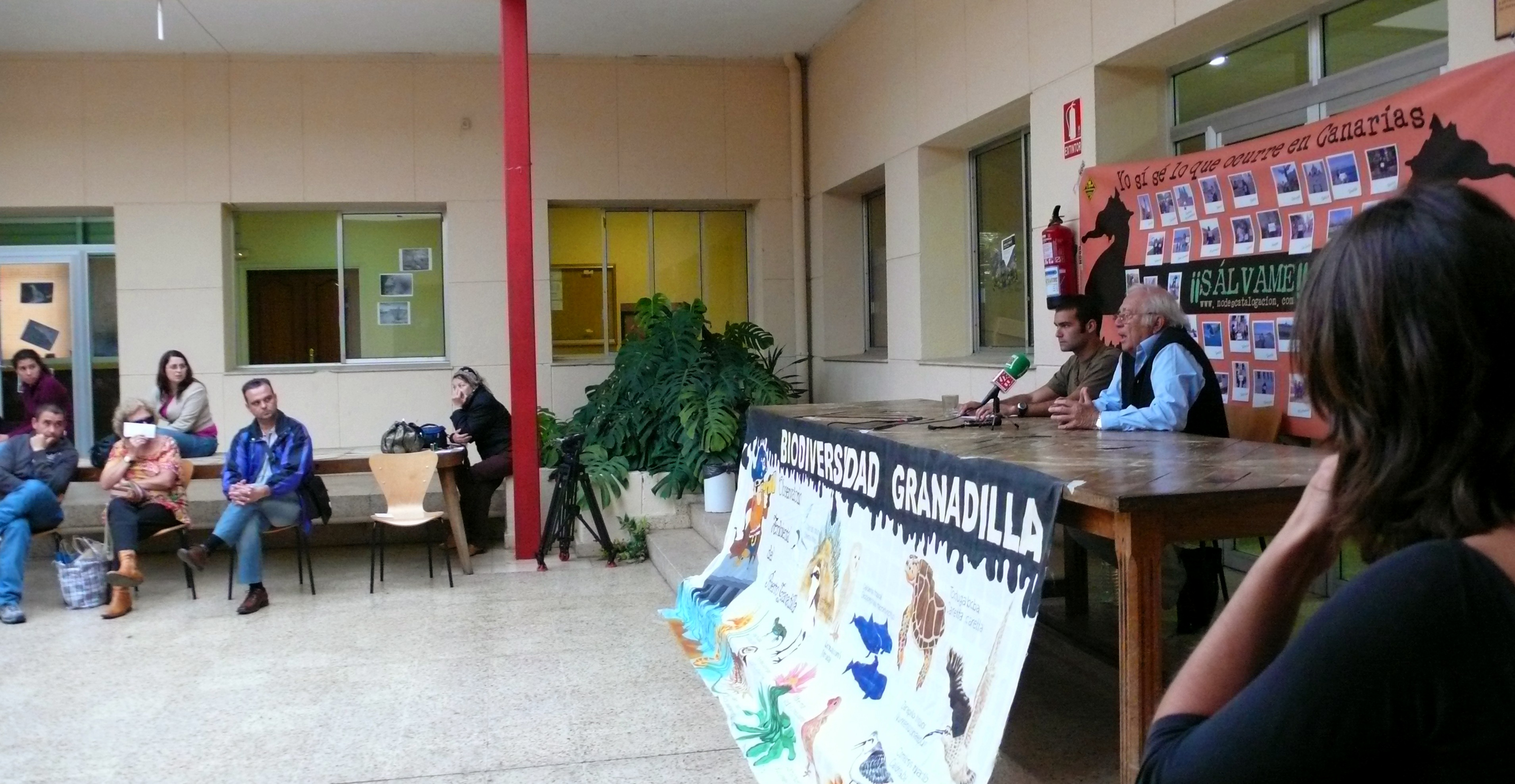
Wolfredo Wildpret intervino en la vigilia de los estudiantes de Biología contra la descatalogación de especies, 27 de mayo de 2010

Fue socio fundador y primer presidente del grupo ecologista ATAN, destacando por su labor en defensa de la naturaleza en Canarias, colaborando además con otros colectivos ecologistas.
Mantiene una posición firme en contra de la construcción del Puerto de Granadilla en el sur de Tenerife, que va a poner en peligro los sebadales (praderas submarinas de Cymodocea nodosa), un ecosistema fundamental para la conservación de la biodiversidad de las costas de Canarias.
A lo largo de su dilatada carrera ha dirigido 16 tesis doctorales, numerosas tesinas y fue decano de la Facultad de Biología de la Universidad de La Laguna y decano coordinador del Centro Superior de Ciencias Agrarias.
Ha sido presidente del grupo de trabajo de Medio Ambiente y Recursos Naturales del Plan Estratégico de Tenerife y es miembro del Consejo Asesor del Jardín Canario "Viera y Clavijo". Desde el año 1983 es el presidente del Patronato del Parque nacional del Teide. También es miembro del Museo Canario de Las Palmas de Gran Canaria, del Colegio Oficial de Biólogos y de la Real Sociedad Económica de Amigos del País de Tenerife. Pertenece al Instituto de Estudios Canarios de La Laguna y es miembro asesor de la Fundación César Manrique.
Es Académico de Número de la Real Academia de Medicina de Santa Cruz de Tenerife; Académico Correspondiente de la Academia Nacional de Medicina; Académico Fundador de la Academia Canaria de Ciencias y Académico de Número de la Academia Canaria de la Lengua.

## Algunas publicaciones
- Flora ornamental del casco histórico de La Laguna: Patrimonio de la humanidad. Con Antonio García Gallo, Israel Pérez Vargas, Juan Sergio Socorro Hernández. Editor Ayuntam. de San Cristóbal de La Laguna, 407 pp. ISBN 8488919921 2005

- Un botánico en la Academia Canaria de la Lengua. Discursos de ingreso. Editor Academia Canaria de la Lengua, 39 pp. ISBN 8496059146 2003

- Plantas marinas de las Islas Canarias. Con Ricardo Haroun Tabraue, María Candelaria Gil-Rodríguez. Editor Canseco Editores, 319 pp. ISBN 8493209597, 2003

- Los árboles históricos y tradicionales de Canarias. Vol. 1, Parte 1. Biblioteca Canaria 21-24. Con Leoncio Rodríguez González. Editor Leoncio Rodríguez, ISBN 8495691213 2001

- Montaña Roja: Naturaleza e historia de una reserva natural y su entorno:(El Médano- Granadilla de Abona). Con José García Casanova, Octavio Rodríguez Delgado. Editor Centro de la Cultura Popular Canaria, 404 pp. ISBN 8479261951 1996

- Flora y vegetación liquénica epífita de los sabinares Herreños. Bibliotheca lichenológica 27. Con Consuelo E. Hernández Padrón, Pedro L. Pérez de Paz. Edición ilustrada de J. Cramer, 340 pp. ISBN 3443580068 1987

## Honores y distinciones

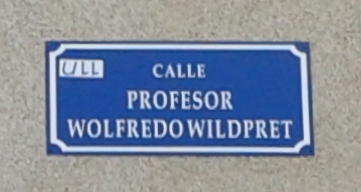
Una de las calles del campus de Anchieta lleva su nombre

- En 1998 se le concede la Medalla de Oro del Jardín Canario “Viera y Clavijo” y el Premio César Manrique de Medio Ambiente del Gobierno de Canarias.

- En 1999 el Cabildo de Tenerife lo distingue con el Premio Medio Ambiente en la modalidad individual.

- En el año 2002 se le nombra Presidente de Honor de la Cátedra Alexander von Humboldt de la Universidad de La Laguna.

- En abril de 2003 se le concede el Primer Premio de Medio Ambiente por la Universidad Atlántica de Fuerteventura.

- En mayo de 2003 fue distinguido con la categoría de Doctor Honoris Causa en Ciencias Naturales por la Universidad Leibniz de Hannover, Alemania.

- En 2009 la Universidad de La Laguna le dedica una calle del campus de Anchieta.[4]
- En 2011 recibió el Premio Canarias de Investigación.[5]

- En enero de 2013 recibió la Medalla de Honor de la Facultad de Biología de la Universidad de La Laguna.[6]

- En febrero de 2013 el jurado del V Premio Iberoamericano de Botánica “José Celestino Mutis” Cortes de Cádiz ha distinguido, por unanimidad, la investigación “Plantas exóticas invasoras en Canarias procedentes del continente americano” como mejor trabajo original e inédito sobre la ciencia botánica, realizado por Wolfredo Wildpret de la Torre en colaboración con la profesora Victoria Eugenia Martín Osorio.[7]

- En 2014 fue uno de los galardonados con el premio Teide de Oro que concede anualmente la emisora de la Cadena SER, Radio Club Tenerife.[8]

### Eponimia
- (Asteraceae) Sonchus wildpretii U.Reifenb. & A.Reifenb.[9]

- (Brassicaceae) Crambe wildpretii Prina & Bramwell[10]

- (Primulaceae) Lysimachia wildpretii (Valdés) U.Manns & Anderb.[11]

- La abreviatura «Wildpret» se emplea para indicar a Wolfredo Wildpret de la Torre como autoridad en la descripción y clasificación científica de los vegetales.[12]